# Cheiriphotis megacheles
Cheiriphotis megacheles is een vlokreeftensoort uit de familie van de Corophiidae. De wetenschappelijke naam van de soort is voor het eerst geldig gepubliceerd in 1885 door Giles.